# Holofraza
Holofraza (z stgr. ὅλος „całość” i φράσις „mówienie, wysłowienie”) – słowo pełniące funkcję pełnego syntaktycznie zdania. Holofrazami są np. zdania: Śnieży. Grzmi. Charakter holofrazy ma również mowa dzieci we wczesnym stadium rozwoju.
Holofraza przypomina zjawisko inkorporacji, które w wielu językach indiańskich i paleoazjatyckich uniemożliwia odróżnienie słowa od zdania.